# Giovanni Battista Salerni
Giovanni Battista Salerni SJ (* 24. Juni 1670 in Cosenza; † 30. Januar 1729 in Rom) war Kardinal der römisch-katholischen Kirche.

## Leben
Salerni trat im Juni 1687 in den Jesuitenorden ein und legte in Neapel die Profess ab. 1699 empfing er die Priesterweihe und war anschließend als Professor für Theologie und Kirchenrecht in Rom tätig, zunächst am Collegio Greco, dann am Germanicum. Im Auftrag von Papst Klemens XI. begleitete er 1709 dessen Neffen Annibale Albani nach Sachsen und Polen, um den Schutz der dortigen Kirchen auszuhandeln. 1712 gelang es Salerni, den polnischen Prinzen Friedrich August zum Übertritt zum katholischen Glauben zu bewegen.
Im Konsistorium vom 29. November 1719 nahm ihn Klemens XI. als Kardinalpriester von Santa Prisca ins Kardinalskollegium auf; Salerni selbst wollte die Kardinalserhebung zunächst nicht annehmen. 1720 berief ihn der Papst zum Kommendatarabt der Abtei Ferraria. Im Folgejahr nahm er am Konklave teil, das Innozenz XIII. wählte, verließ die Versammlung jedoch krankheitsbedingt. Drei Jahre später nahm Kardinal Salerni am folgenden Konklave teil, aus dem Benedikt XIII. als neuer Pontifex hervorging. Im Februar 1726 optierte der Kardinal auf die Titelkirche Santo Stefano al Monte Coelio. Giovanni Battista Salerni starb 1729 und wurde in der römischen Kirche Sant'Ignazio bestattet.
Auf seine Tätigkeit am Collegio Greco gehen zwei Veröffentlichungen zurück:
- Specimen Orientalis Ecclesiae ab origine ad Concilium Nicaenum, Rom 1702 (Digitalisat)
- Specimen orientalis ecclesiae a Concilio Nicaeno primo usque ad Costantinopolitanum generale secundum. Rom 1706 (Digitalisat)